# Карл Леополд (Мекленбург)
Карл Леополд фон Мекленбург (на немски: Karl Leopold von Mecklenburg-Schwerin; * 26 ноември 1678, Грабов; † 28 ноември 1747, Дьомиц) е херцог на Мекленбург-Шверин (1713 – 1728/1747). Той е дядо на руския цар Иван VI

## Живот
Той е вторият син на херцог Фридрих фон Мекленбург (1638 – 1688) и съпругата му Кристина Вилхелмина фон Хесен-Хомбург (1653 – 1722), дъщеря на ландграф Вилхелм Кристоф фон Хесен-Хомбург. Брат е на херцог Фридрих Вилхелм I (1675 – 1713), Кристиан Лудвиг II (1683 – 1756) и на София Луиза (1685 – 1735), която се омъжва през 1706 г. за пруския крал Фридрих I (1657 – 1713).
Карл Леополд се жени на 27 май 1708 г. в Леуварден за София Хедвиг фон Насау-Диц (* 8 март 1690; † 1 март 1734), дъщеря на княз Хайнрих Казимир II фон Насау-Диц (1657 – 1696). Развеждат се на 2 юни 1710 г. Те нямат деца.
Веднага след развода със софия, Карл Леополд се жени втори път (морганатичен брак) на 7 юни 1710 г. в Доберан за Христина Доротея фон Лепел (* 8 юни 1692; † 1728), дъщеря на Клаус Фридрих фон Лепел († 1706). Те нямат деца. Бракът не е щастлив и тя скоро отива в Любек при майка си Левеке фон Плесен (1664 – 1732). Те се развеждат на 2 октомври 1711 г. 
Карл Леополд участва в походите на шведския крал Карл XII. През лятото на 1713 г. той става (управляващ) херцог в Мекленбург-Шверин след смъртта на умрелия си брат Фридрих Вилхелм I.
На 19 април 1716 г. в Данциг той се жени трети път за руската велика княгиня Екатерина Ивановна (* 25 юли 1692; † 25 юни 1733), дъщеря на руския цар Иван V (1666 – 1696) и Прасковя Салтикова (1664 – 1723). Тя е по-голяма сестра на руската императрица Анна Ивановна (1693 – 1740). Бракът не е щастлив. Катарина Ивановна заедно с дъщеря си го напуска през 1722 г. и се връща обратно в Русия.
Карл Леополд умира на 69-годишна възраст и е погребан в Доберман.

## Деца
Карл Леополд и Екатерина Ивановна имат две деца:
- Елизабет фон Мекленбург-Шверин (Анна Леополдовна) (1718 – 1746), омъжена на 14 юли 1739 г. в Санкт Петербург за херцог Антон Улрих фон Брауншвайг-Волфенбютел (1714 – 1776)
- син (*/† 18 януари 1722)